# Aeropuerto de Sachs Harbour
El Aeropuerto de Sachs Harbour (del inglés: Sachs Harbour Airport) (IATA: YSY, OACI: CYSY) está ubicado en Sachs Harbour, Territorios del Noroeste, Canadá.

## Aerolíneas y destinos
- Kenn Borek Air
  -  Aklak Air
    - Inuvik / Aeropuerto de Inuvik